# Pine Ridge (Dakota du Sud)
Pour les articles homonymes, voir Pine Ridge.
Pine Ridge (« la crête aux pins ») est une localité du comté d'Oglala Lakota dans le Dakota du Sud, qui comptait 3 308 habitants au recensement de l'an 2010.
C'est le siège de la réserve indienne du clan des Oglalas. Elle doit son nom aux nombreux pins qui occupent les collines environnantes.

## Personnalités
- L'athlète Billy Mills, médaille d'or à la course à pied de 10 000 mètres aux Jeux olympiques de 1964
- Leonard Peltier, militant amérindien incarcéré à la suite du meurtre de deux agents du FBI en 1975 sur la réserve indienne.

## Démographie
| 1960  | 1970  | 1980  | 1990  | 2000  | 2010  |
| ----- | ----- | ----- | ----- | ----- | ----- |
| 1 256 | 2 768 | 3 059 | 2 596 | 3 171 | 3 308 |